# Streptomicina
La streptomicina è un antibiotico batteriostatico a dosi terapeutiche, a dosi superiori diventa battericida, il primo ad essere scoperto di una famiglia chiamata amminoglicosidi, uno dei primi rimedi contro la tubercolosi. Viene ottenuto dagli attinobatteri. Questo farmaco non può essere somministrato oralmente, ma tramite regolari iniezioni intramuscolari; un suo effetto collaterale è l'ototossicità, che può portare a una temporanea perdita dell'udito.

## Storia
La streptomicina fu isolata inizialmente nel 1944, da Albert Schatz, nel laboratorio di Selman Abraham Waksman alla Rutgers University. Waksman e i suoi colleghi scoprirono diversi antibiotici, inclusi l'actinomicina, la clavacina, la streptotricina, la griseina, la neomicina, la fradicina, la candicina e la candidina. Di questi, la streptomicina e la neomicina furono quelli che andarono incontro a più estesi usi nel trattamento di numerose infezioni; come già detto, la streptomicina fu uno dei primi a essere usati contro la tubercolosi.

## Meccanismo di azione
La streptomicina è un inibitore della sintesi proteica. Si lega all'rRNA 16S della subunità 30S e impedendole di interagire col formil-metionil-tRNA (il che dovrebbe essere il primo passo della sintesi proteica, essendo la formil-metionina l'unico amminoacido in grado di iniziare il processo di sintesi). Questo porta a errori di lettura, inibizione della sintesi proteica e infine morte del batterio attraverso meccanismi non ancora del tutto chiariti. Il legame della molecola alla subunità 30S potrebbe interferire con l'associazione della subunità 50S al filamento mRNA. Il complesso ribosoma-mRNA ne risulterebbe così destabilizzato, porterebbe a mutazioni frameshift e sintesi proteica difettosa, portando alla morte la cellula. Le differenze esistenti fra i ribosomi umani e quelli batterici permette al farmaco di aggredire solo i secondi, risultando poco tossico per l'uomo. La streptomicina è efficace contro batteri sia Gram positivi che Gram negativi ed è quindi un utile antibiotico ad ampio spettro.

## Usi clinici

### Patologie
- Tubercolosi - in combinazione con altri farmaci specifici. Non è tuttavia il principale trattamento. L'efficacia antitubercolare della streptomicina è limitata dalla frequente insorgenza di micobatteri resistenti.
- Peste bubbonica (Yersinia pestis) - è il trattamento principale.
- Endocardite infettiva - causata da Enterococco, viene usata quando l'organismo non risponde alla gentamicina.
- In veterinaria, la streptomicina costituisce la prima linea di antibiotici contro i batteri gram negativi per molti animali (cavalli, pecore, e bovini). Viene spesso somministrato in combinazione con la penicillina per iniezioni intramuscolari.

Anche se la streptomicina viene solitamente somministrata tramite iniezioni intramuscolari (in molti paesi è l'unico suo uso lecito), può essere somministrata con iniezioni endovenose.

### Fitoiatria
La streptomicina è anche usata come anticrittogamico battericida per combattere patologie batteriche a carico di alberi da frutto e altre coltivazioni. In particolare è usata nel trattamento delle infezioni del pero causate da Erwinia amylovora. Come in campo medico, un suo uso intensivo può essere associato a fenomeni di resistenza al farmaco. Molti paesi del mondo hanno emesso un divieto, tra cui l'Italia, dagli anni '70. È invece usato negli Stati Uniti e in Svizzera.